# 12. Ausnahmeverordnung zur StVO
Die 12. Ausnahmeverordnung zur StVO bestimmt, dass für Kraftfahrzeuge mit einem zulässigen Gesamtgewicht von über 3,5 t bis 7,5 t, die im Fahrzeugschein als Wohnmobil bezeichnet sind, abweichend von § 18 Abs. 5 Satz 2 Nr. 1 der deutschen Straßenverkehrs-Ordnung die zulässige Höchstgeschwindigkeit auf Autobahnen und Kraftfahrstraßen nicht 80, sondern 100 km/h beträgt. Die Regelung gilt auch für im Ausland zugelassene Wohnmobile, sofern aus den Fahrzeugpapieren eindeutig zu erkennen ist, dass das zulässige Gesamtgewicht 7,5 t nicht überschreitet.
Die Verordnung wurde vom Bundesministerium für Verkehr, Bau- und Wohnungswesen erlassen und trat am 30. Mai 2005 in Kraft. Ursprünglich war sie bis zum 31. Dezember 2009 befristet. Die Befristung wurde mit Wirkung zum 5. November 2009 gestrichen, so dass die Verordnung unbefristet gültig ist.